# Teutonci
 Ovo je glavno značenje pojma Teutonci. Za njemački viteški red pogledajte Teutonski viteški red.
Teutonce su grčki i rimski autori, posebice Strabon i Velej Paterkul, spominjali kao germansko pleme koje je obično dovođeno u usku vezu s Cimbrima, čiji je etnička pripadnost predmet spora između Gala i Germana. Prema Ptolomejevoj karti oni su živjeli u Jutlandu, što je bilo u skladu s Pomponijem Melom koji ih je smještao u Skandinaviji. 
U periodu koji je prethodio 100. godini pr. Kr., mnogi Teutonci kao i Cimbri, migrirali su na jug te na zapad u Podunavlje, gdje su se suočili sa širenjem Rimske Republike. Krajem 2. stoljeća pr. Kr., Teutonci i Cimbri su zapamćeni po prolascima kroz zapad Galije i napadima na Rimsku Republiku. Nakon odlučne pobjede nad Rimljanima u Noreji i Arausiju, Cimbri i Teutonci su razdijelili snage što je rezultiralo porazom Cimbra koji im je nanio Gaj Marije između 102. i 101. godine pr. Kr., tako da se to smatra zavštekom Cimbrijskog rata. Teutonci su poraženi bio je u bitci kod grada Aquae Sextiae (u blizini današnjeg grada Aix-en-Provence).  

## Masovno samoubojstvo teutonskih žena
Prema Valeriju Maksimu i Publju Aniju Floru, teutonski kralj Teutobod, nakon poraza je odveden u okovima. Prema uvjetima predaje, tristo udanih žena je trebalo biti predano u ropstvo Rimljanima. Kad su Teutonske matrone čuli za ove uvjete, one su prvo tražile od konzula da im omogući da budu izdvojene u službu u hramovima Cerera i Venere, a kada im je taj zahtjev bio odbijen i kad su ih liktori uklonili, one su pobile svoju djecu, a sljedećeg su jutra sve pronađene mrtve zadavivši jedna drugu tijekom noći. Ovaj je čin ušao u rimsku legendu o germanskom junaštvu.